# Религия в Албании
Религия в Албании (2011)
 Сунниты (57 %) Бекташи (2,1 %) Католики (10 %) Православные (7 %) Другие христиане (0,14 %) Нерелигиозны (9,5 %) Неизвестно (14,26 %)

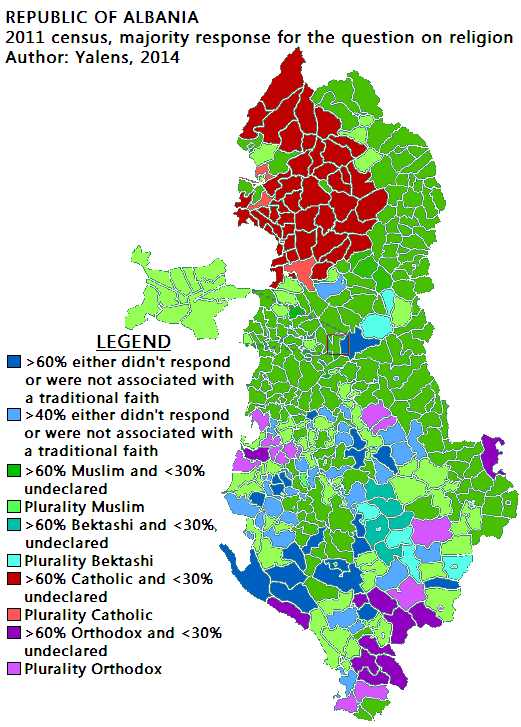
Религиозная карта Албании по данным переписи 2011 года

Республика Албания — светское государство, не имеющее официальной религии. Конституция страны гарантирует свободу вероисповедания, равенство религиозных общин и объявляет нейтральность государства «в вопросах веры и совести». Отношения между государством и религиозными общинами регулирует Государственный комитет по культам при Министерстве культуры, туризма, молодёжи и спорта.
В 2002 году правительство Албании заключило с Римско-католической церковью двухсторонние соглашения, регулирующие отношения между государством и данной церковью. В 2008 году подобные соглашения были заключены с православной церковью, общинами мусульман и бекташей. В 2010 году соглашения были подписаны с Евангелическим братством Албании — зонтичной организацией албанских протестантов.
Примерно 63—64 % населения Албании является мусульманами; христианство исповедуют 31—32%; ещё 5—6% не религиозны. Согласно данным всеобщей переписи населения, религиозные верования албанцев распределились следующим образом: мусульмане — 58%; христиане — 17%. Однако данные переписи не до конца отражают действительность (в частности, граждане христианского вероисповедания могут не декларировать в открытую свое вероисповедание в целях безопасности, например если проживают в мусульманском окружении), так как почти 20% респондентов отказались отвечать на вопрос о религиозной принадлежности, а некоторые религиозные лидеры призывали бойкотировать перепись или оспорили её результаты. 

## Исторический обзор

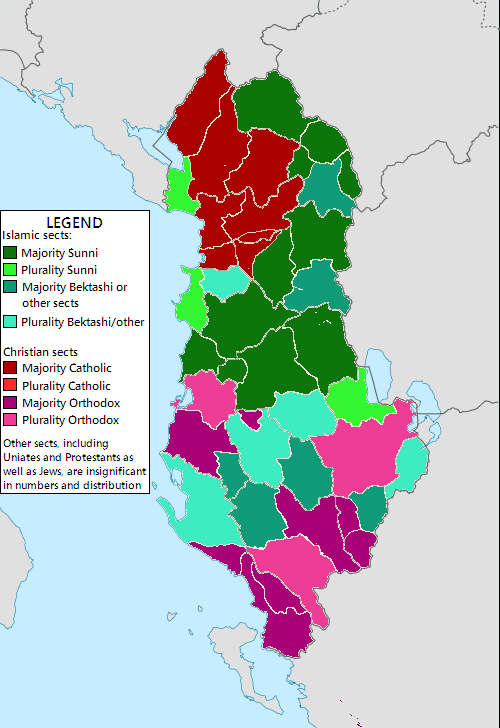
Религиозная карта Албании на начало XX века (приблизительная)

Первая христианская община на территории современной Албании была установлена в 58 году н. э. в Дурресе. После раскола христианской церкви в 1054 году южная Албания сохранила связи с Константинополем, северная часть страны вернулась под юрисдикцию Рима.
В середине XV века Албания была завоёвана Османской империей; албанцы стали первым европейским народом, принявшим ислам. Причин тому было несколько — турецкий прозелитизм, реакция на анти-албанскую деятельность православных в соседних странах и экономические преференции для принявших ислам. В XVIII веке в Албании получает распространение суфийское движение бекташи.
Со второй половины XIX века в Албании действует протестантская Евангелическая церковь Албании. В конце XIX — начале XX века среди албанских православных началось движение за создание поместной национальной церкви, закончившееся созданием Албанской православной церкви. В 1900 году священник Георг Германос, перешедший из православия в католицизм, сформировал грекокатолическую общину, которая впоследствии оформилась в Албанскую грекокатолическую церковь.
После второй мировой войны и с установлением коммунистического правительства в Албании началось преследование религии. В 1967 году Энвер Ходжа запретил любое отправление религиозного культа и объявил Албанию первым в мире атеистическим государством. В стране были закрыты сотни храмов; некоторые религиозные иерархи были расстреляны, сотни священников разных конфессий были отправлены в тюрьмы.
С началом демократизации страны (конец 1980-х) в Албании началось восстановление храмов и возрождение религиозной жизни. В начале 1990-х годов в страну прибыли различные протестантские миссионеры, проповедники бахаи, Свидетели Иеговы и мормоны.

## Ислам

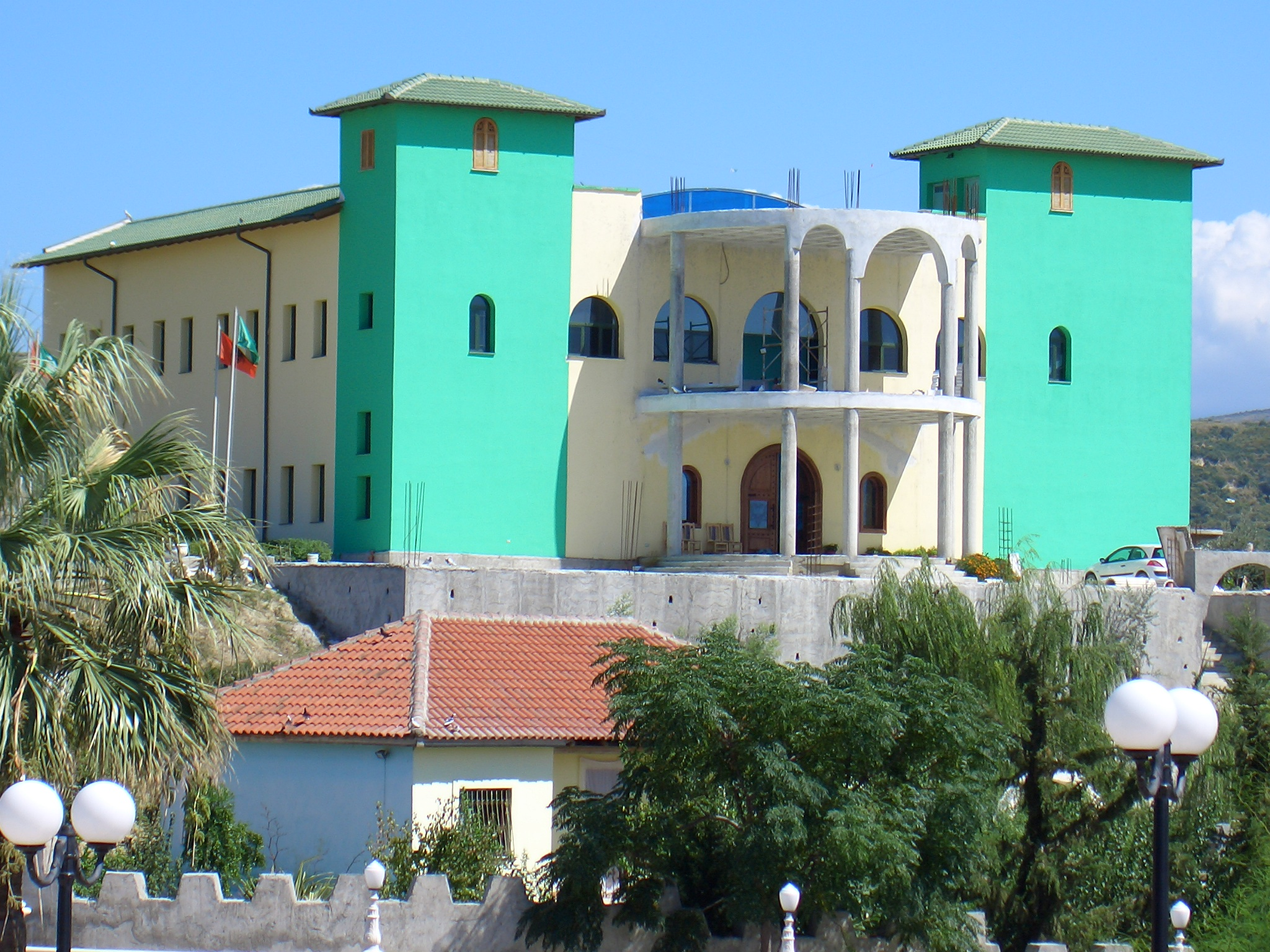
Центр бекташей во Влёре

В 2010 году мусульмане в Албании составляли 63 — 64 % населения. Данные отчёта исследовательского центра Pew Research Center содержат цифру в 82,1 % населения. Ислам исповедуют албанцы, а также живущие в стране арабы и египтяне. Мусульмане распространены по всей стране, однако наибольшего присутствия ислам добился в центре и на севере страны.
Большинство мусульман являются суннитами (преимущественно ханафитского мазхаба). До 20 % населения Албании относятся к суфийскому движению бекташей; Албания является мировым центром этой конфессии. В крупных городах действуют проповедники Ахмадийской мусульманской общины, которая появилась в Албании в 1934. Ахмадийской мусульманской общине принадлежит одна из самых больших мечетей Албании — мечеть «Байтул Аввал»  в Тиране.
Албания является единственной европейской страной, входящей в Организацию исламского сотрудничества.

## Христианство

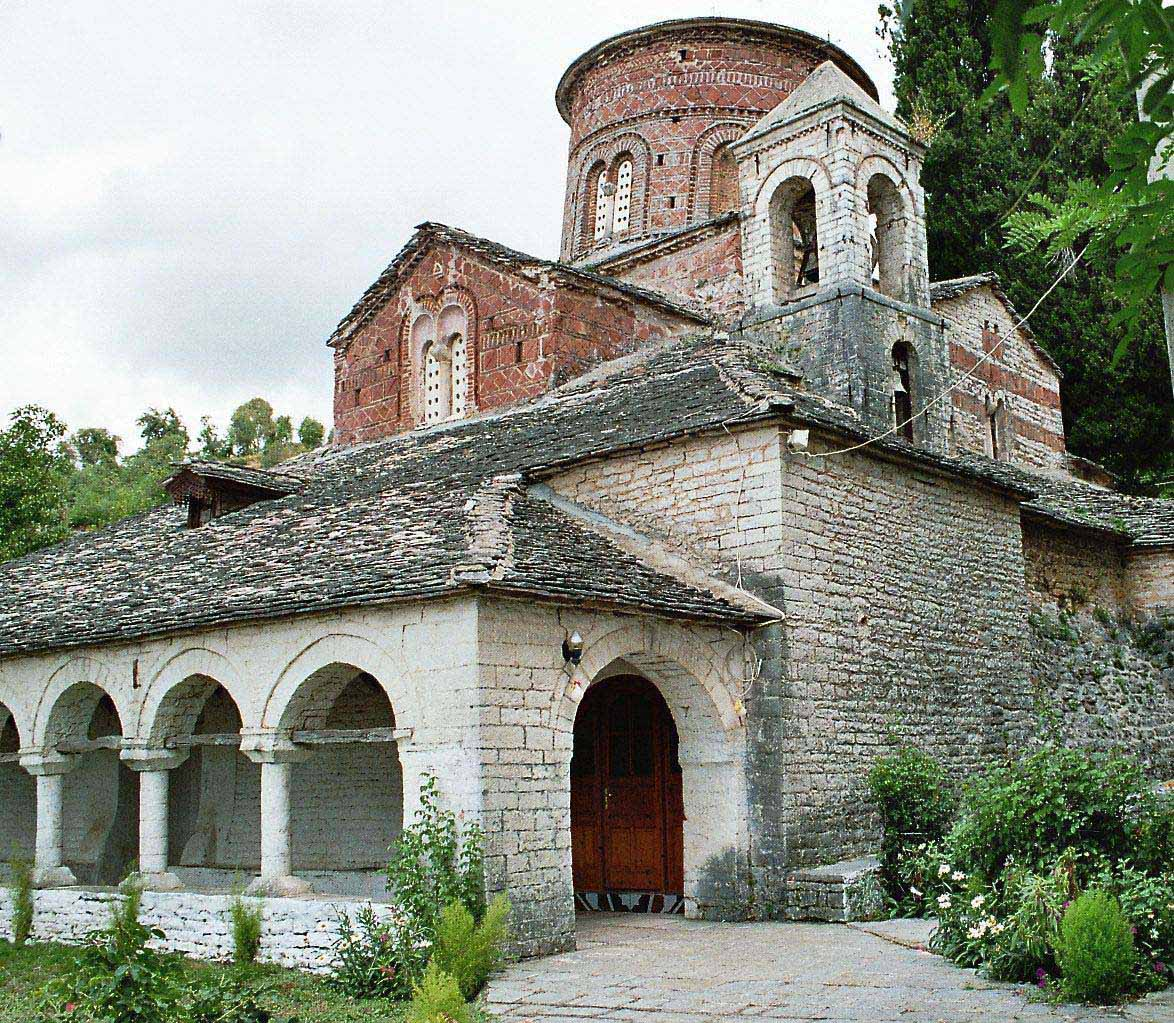
Православная церковь в Либохове, (XII век)

В 2010 году христиане в Албании составляли 31 — 32 % населения страны (по данным Pew Research Center — 18 %). Христианство исповедуют часть албанцев, а также македонцы, арумыны, итальянцы, черногорцы, греки и сербы.
По оценкам «Энциклопедии религий» католики составляют 15,1 % населения Албании (по данным переписи — 10 %). Большинство из них является сторонниками латинского обряда, около 3850 албанских грекокатоликов составляют Албанскую грекокатолическую церковь. Католики сосредоточены преимущественно на севере страны (в районе Шкодера).
Доля православных верующих оценена в 14,6 % (по данным переписи — 6,75 %); сосредоточены они преимущественно на юге страны (вдоль границы с Грецией). Большинство православных являются верующими Албанской православной церкви; в стране также имеются приходы Македонской православной церкви и греков-старостильников.
Численность протестантов составляет 20 тыс. верующих. Свыше половины из них — пятидесятники (преимущественно из «Слова жизни» и Ассамблей Бога). В стране также действуют баптисты, адвентисты, плимутские братья и др.
С 1922 года в Албании проповедуют Свидетели Иеговы (6 тыс.), с 1991 года — Церковь Иисуса Христа святых последних дней (2,3 тыс.).

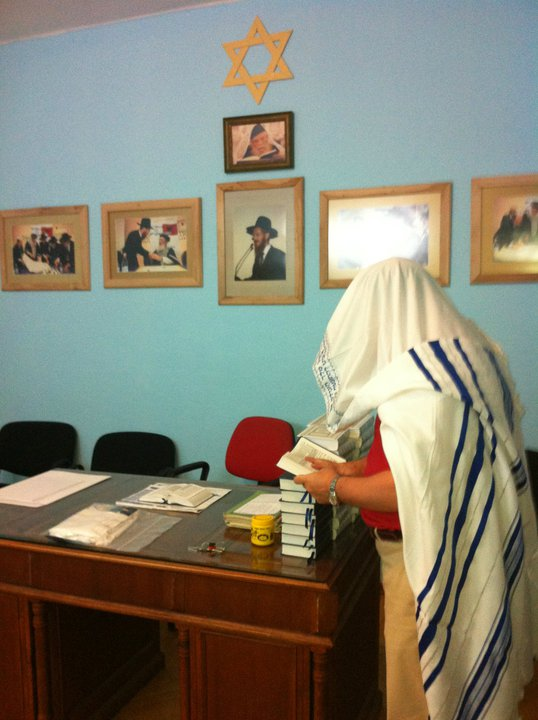
Богослужение в албанской синагоге

## Другие группы
Первые сообщения о евреях в Албании датируются VII веком. В XVI веке в Албанию прибывают еврейские беженцы из Испании и Италии. В 2010 году в стране оставалось 300 иудеев; иудейские синагоги действуют в Тиране и Саранде.
Довольно крупную религиозную общину в Албании составляют верующие бахаи (7 тыс.).
По оценкам «Энциклопедии религий» атеистами и агностиками являются 5 % жителей Албании.